# القوز (تريم)

'

تعديل مصدري - تعديل

القوز هي إحدى قرى عزلة تريم بمديرية تريم التابعة لمحافظة حضرموت، بلغ تعداد سكانها 491 نسمة حسب تعداد اليمن لعام 2004.